# Speicherkoeffizient
Der Speicherkoeffizient {\displaystyle S} beschreibt in der Hydrogeologie die Fähigkeit eines Grundwasserleiters Wasser zu speichern oder abzugeben. Der Speicherkoeffizient kann als Maß für die Kompressibilität des Grundwasserleiters angesehen werden. Verantwortlich für die Speicherkapazität ist im Wesentlichen die Kompressibilität von im Porenraum eingeschlossenen Luftbläschen sowie die Verformbarkeit des Korngerüsts. Dichteänderungen der Körner sowie des Wassers sind gegenüber den Volumenänderungen von Korngerüst und Gaseinschlüssen vernachlässigbar. Die elastischen Verformungen von Fluid und Korngerüst bei Zunahme des Porendrucks ermöglichen eine Wasserspeicherung im Korngerüst. Dieser Vorgang ist reversibel, daher erfolgt bei einer Entlastung des Porendrucks (z. B. bei Brunnenförderung) zunächst eine Abgabe des gespeicherten Wassers aus dem Korngerüst. Erst wenn das Wasser aus der Speicherveränderung abgegeben wurde, kann sich die Druckänderung infolge Brunnenabsenkung im Grundwasserleiter ausbreiten. Das ist bedeutsam, wenn die zeitliche Druckänderung {\displaystyle \textstyle {\frac {\Delta P}{\Delta t}}} im Vergleich zur hydraulischen Durchlässigkeit k des Grundwasserleiters rasch erfolgt, beispielsweise bei der Entwässerung einer in das Grundwasser reichende Baugrube. Durch die verzögerte Reaktion infolge der Speicherkapazität können sich große hydraulische Gradienten aufbauen, die im Verlauf eines anschließenden Dissipationsvorgangs zur Abminderung der effektiven Spannungen oder gar zu hydraulischem Grundbruch führen können.
Formal unterscheidet man je nach räumlicher Betrachtung zwischen dem Speicherkoeffizient und dem spezifischen Speicherkoeffizienten. 

## Spezifischer Speicherkoeffizient
Der Spezifische Speicherkoeffizient {\displaystyle S_{s}} beschreibt das Wasservolumen, das in einem Einheitsvolumen eines Grundwasserleiters  (z. B. eines gedachten Würfels von 1 m Seitenlänge) gespeichert oder aus ihm entnommen werden kann bei einer Veränderung des Potentials h [L] um eine Einheit.
Gemäß obiger Definition wird der Spezifische Speicherkoeffizient {\displaystyle S_{s}} durch folgende Formel beschrieben:
{\displaystyle S_{s}=-{\frac {1}{V}}{\frac {dV_{w}}{dh}}=-{\frac {1}{V}}{\frac {dV_{w}}{dP}}{\frac {dP}{dh}}=-{\frac {1}{V}}{\frac {dV_{w}}{dP}}\gamma _{w}}
mit
{\displaystyle S_{s}} Spezifischer Speicherkoeffizient (m−1 oder [L−1])
{\displaystyle V} Volumen des betrachteten Grundwasserkörpers (m3 oder [L3])
{\displaystyle dV_{w}} Volumen des gespeicherten oder abgegebenen Wassers  (m3 oder [L3])
{\displaystyle dh} Änderung des hydraulischen Potentials h (m oder [L])
{\displaystyle dP} Änderung des Drucks (kN/m2 oder [F/L2])
{\displaystyle \gamma _{w}} spezifische Wichte des Wassers (kN/m3 oder [F/L3])
Bei voller Wassersättigung des Porenraums weist der spezifische Speicherkoeffizient Werte zwischen 10−5 m−1 und 10−6 m−1 auf. In einem m3 eines Grundwasserleiters kann somit bei Erhöhung des hydraulischen Potentials um dh=1 m ein Wasservolumen dVw von 1 bis 10 ml Wasser gespeichert werden. 
Aufgrund der deutlich höheren Kompressibilität von Gasen steigt dieser Wert jedoch erheblich an, sobald geringste Mengen (1 – 2 %) an Luft im Hohlraum eingeschlossen ist. Lufteinschlüsse treten in der Natur infolge schwankender Grundwasserspiegel häufig auf. Aufgrund der Druckzuname mit der Tiefe ergibt sich eine Tiefenverteilung des Gasvolumens, die allerdings direkt kaum messbar ist.

## Speicherkoeffizient
In der Grundwasserhydraulik betrachtet man vereinfachend die Grundwasserströmung als über die gesamte Mächtigkeit eines Grundwasserleiters gemittelt, wobei man nach Dupuit die vertikalen Strömungskomponenten vernachlässigt. Bei dieser Betrachtungsweise wird der Speicherkoeffizient S verwendet, der aus einer Integration des spezifischen Speicherkoeffizienten über die Mächtigkeit [L] des Grundwasserleiters hervorgeht. Der so gewonnene Speicherkoeffizient S ist dimensionslos. Der Speicherkoeffizient wird in der Regel mittels Pumpversuch bestimmt. Die Größenordnungen für Speicherkoeffizienten für gespannte Grundwasserleiter liegen zwischen 10−5 und 10−3. Die höheren Werte treten nur bei Lufteinschlüssen im Korngerüst auf. Bei ungespannten Porengrundwasserleitern entspricht die Speicherkapazität der nutzbaren Porosität und liegt in der Größenordnung von 0,10 bis 0,25.